# Чавдар Палев
Чавдар Димитров Палев е български физик, академик (действителен член) на Българската академия на науките. Работи в областта на съвременната теоретична и математическа физика.

## Биография
Роден е на 15 април 1936 година в София.
Акад. Палев завършва Московския държавен университет. Работи в областта на квантовата теория. Защитава докторска дисертация в Марбург, ФРГ.
Работи в Института за ядрени изследвания и ядрена енергетика към БАН, лаборатория „Теория на елементарните частици“. Научните му интереси са в областта на квантовата статистика, и по-конкретно нови, неканонични статистики, различни от тези на Бозе–Айнщайн и на Ферми–Дирак, а също и от известните им обобщения, парастатистиките на Грин.
В своя препоръка към Палев професор Хърбърт Грин, откривател на парастатистиките казва:
| „ | Професор Палев е един от най-добрите, може би дори най-добрият, сред многото талантливи учени на България. Той се отличава не само с високото качество на публикациите си, но и с водещото си място в международната общност в онова, което, в значителна степен благодарение на неговите усилия, се е превърнало в една от най-бързо развиващите се области на физиката на високите енергии. | “ |

Палев е избран за член-кореспондент на БАН през 2004 година и за академик през 2008 година.
През 1995 година съвместно с физиците Матей Матеев и Светла Теодорова публикуват документално-биографичния очерк за физика акад. Христо Христов, издание на Университетско издателство „Св. Климент Охридски“.
Почива на 19 ноември 2021 година в София.